# Franz Jalics
Franz Jalics SJ (* als Ferenc Jálics am 16. November 1927 in Budapest; † 13. Februar 2021 ebenda) war ein ungarischer römisch-katholischer Ordenspriester und Autor geistlicher Bücher.

## Leben

### Herkunft und Ausbildung
Seine Mutter, Isabella, geb. Fricke (1902–2004), war in Sövényháza aufgewachsen, besuchte das Sophianum der Sacré-Cœur-Schwestern in Budapest und promovierte in Linguistik. Das Studium der Mathematik hatte ihr Vater ihr verboten, weil sie dann nie einen Mann finden würde. Auf einem Ball ihrer Tante lernte sie Kalman Jálics kennen, den sie im Herbst 1925 heiratete. Das Paar lebte in Gyál und bekam fünf Söhne und fünf Töchter. Sein Vater wurde nach dem Zweiten Weltkrieg von der kommunistischen Geheimpolizei gefangen genommen und kam wenige Monate vor seinem Tod im Jahr 1950 frei. Seine Mutter war im Krieg gemeinsam mit ihrer Schwester und den Kindern vor der russischen Armee und nach der ungarischen Revolution zunächst nach Wien geflohen, wo sie Zuflucht bei den Sacré-Cœur-Schwestern fand, und dann mit Hilfe ihres in Cleveland, Ohio lebenden Bruders in die Vereinigten Staaten emigriert, wo sie ab 1957 als Lehrerin arbeitete.
Jálics wuchs in Gyál auf dem Landgut seines Vaters auf und schlug auf dessen Wunsch zunächst die Militärlaufbahn ein. Im Februar 1945 war er als 17-jähriger ungarischer Offiziersanwärter in Erlangen. Zu seinen Aufgaben zählten auch Rettungsarbeiten nach Bombenangriffen in Nürnberg. Bei einem erneuten Angriff erlebte er angesichts der Todesangst und Ohnmachtsgefühle in einem Luftschutzkeller nach eigener Darstellung eine tiefe Gotteserfahrung.
1946 kehrte er nach Ungarn zurück und trat nach seinem Abitur in den Jesuitenorden ein. Unter dem Druck der kommunistischen Regierung musste er 1948 Ungarn wieder verlassen. Er reiste zunächst wieder nach Deutschland, wo er von 1950 bis 1951 am Berchmanskolleg in Pullach Philosophie studierte. Von 1951 bis 1954 setzte er das Studium in Belgien an der Katholischen Universität in Löwen und am dortigen Collegium pro America Latina (COPAL) fort. Anschließend absolvierte er ein zweijähriges Praktikum im ordenseigenen Gymnasium der Universität Mons. 1956 wurde er von seinem Orden nach Chile, ein Jahr später nach Argentinien gesandt, wo er an der Universität Buenos Aires Theologie studierte und 1959 zum Priester geweiht wurde. Nach seinem Tertiat (geistliches Jahr, abschließender Teil der Ausbildung als Jesuit) in Córdoba dozierte er von 1962 bis 1976 Dogmatik und Fundamentaltheologie an der ordenseigenen Fakultät für Theologie und Philosophie in San Miguel. Ab 1963 war er dort auch geistlicher Begleiter der studierenden Jesuiten und begann, Exerzitienkurse zu geben. 1966 promovierte er in Theologie und lehrte anschließend an der Päpstlichen Katholischen Universität von Argentinien in Buenos Aires und der Nationaluniversität Jujuy in San Salvador de Jujuy.

### Überwindung einer Glaubenskrise
Als Gymnasiallehrer in Argentinien war Jalitsch mit zahlreichen Verpflichtungen und Aufgaben überfordert, was ihn in eine schwere Depression stürzte.
Jalics durchlebte eine tiefe Glaubenskrise, in der er den Eindruck gewann, dass nur die sichtbare Welt existiere. In dieser Zeit erschien ihm die atheistische Weltsicht die ehrlichste. Drei Jahre rang er, ob sein Ordensleben ein fataler Irrweg sei. Nachdem er einmal bemerkt hatte, dass er einem Mitbruder nicht richtig zugehört hatte, stellte sich ihm die Frage, ob das mit seiner Beziehung zu Gott ähnlich sei. Nach einem Jahr sei dann die Krise vorbei gewesen, berichtete er. Er las das Buch Aufrichtige Erzählungen eines russischen Pilgers (zum Bibelwort „Betet ohne Unterlass!“) und begann mit dem Jesusgebet.
Später berichtete er über diese seelische Trockenheit: „Im Gefängnis während des ‚Schmutzigen Krieges‘ verarbeitete ich mehrere schmerzhafte Erlebnisse meines Lebens. Zuvor litt ich unter einer leichten Depression, die genau zu der Zeit verging, als ich in der Gefangenschaft am meisten unter den Misshandlungen litt. Die Wärter konnten nicht glauben, dass wir nicht verzweifelt waren, nicht schrien, sondern den Namen Jesu wiederholten und meditierten.“
Als Gefangenschaft in November 1976 endete, verschwand eine leichte Angst, die ihn stets geplagt hatte, für immer: „Die Monate der Entführung und Gefangenschaft und die Nähe zum Tod, kombiniert mit der ständigen Wiederholung des Namens Jesus, hatten in mir eine tiefgreifende Reinigung bewirkt.“

### Arbeit im Elendsviertel

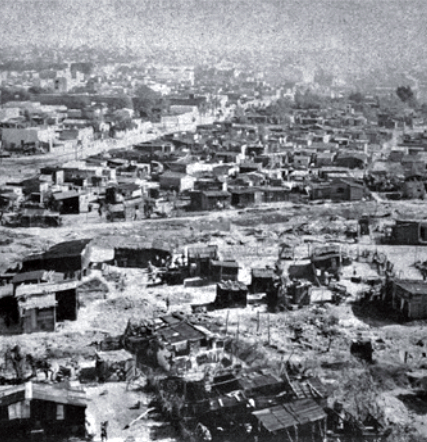
Teil der Hauptstadt Barackensiedlung „Bajo Flores“ im Jahr 1971

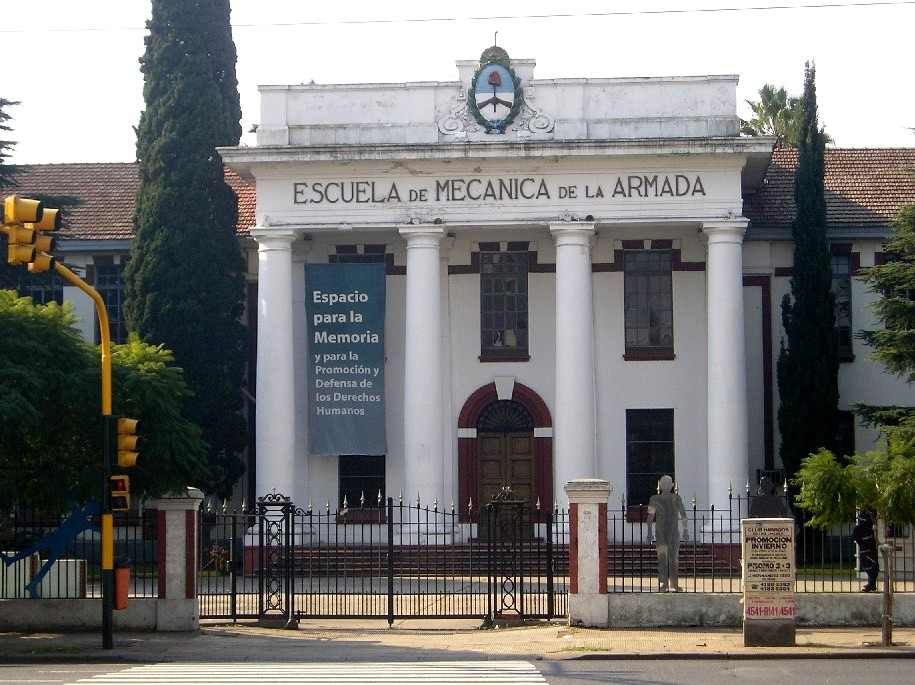
In diesem prächtigen Palast wurden die Jesuiten Jalitsch und Yorio fast ein halbes Jahr lang gefangen gehalten.

Während seines Studiums hatte er Orlando Yorio kennengelernt und sich mit ihm angefreundet. 1974 gingen die beiden – möglicherweise mit einem dritten jesuitischen Mitbruder – in die Villa Miseria (Armenviertel) namens „Bajo Flores“ südlich des Stadtteils Flores (Buenos Aires), um dort das Leben mit den Armen zu teilen. Im beginnenden argentinischen Bürgerkrieg nach Perons Tod (1974) zwischen extrem Rechten und Linken hatte sich der dritte Mitbruder möglicherweise der linken Guerilla angeschlossen.
Die beiden Priester hatten mit Mónica Quinteiro zusammengearbeitet, die einige Jahre als Katechetin im Bajo Flores gearbeitet hatte, und mit der Yorio möglicherweise in engerer Beziehung stand. Quinteiro gehörte der Partido Auténtico an, die mit den Montoneros in Verbindung stand. Als im Dezember 1975 erneut Gerüchte aufkamen, dass die beiden Priester mit der Guerilla kollaborieren würden, baten sie ihren Ordensprovinzial Jorge Mario Bergoglio, den Militärs zu versichern, dass dem nicht so wäre. Nach Schilderung Bergoglios hatte dieser erfahren, dass die drei auf einer Fahndungsliste des Militärs stünden. Er forderte sie daher ultimativ auf, das Armenquartier zu verlassen und in eine Jesuitenkommunität umzuziehen. Daraufhin hätten sie um Entlassung aus dem Jesuitenorden gebeten, die für Yorio am 19. März 1976 angenommen wurde. Weil Jalics schon seine letzten Ordensgelübde abgelegt hatte, sei sein Gesuch abgelehnt worden. Kein Bischof des Großraums Buenos Aires wollte sie danach noch aufnehmen. Bergoglio hatte zu der Sache später mit Anselmo Orcoyen (Direktor des Culto Católico de la Cancillería) kommuniziert. Am 23. März 1976 putschte das Militär.
In dieser Zeit verbrachte auch Mónica Mignone wöchentlich einige Stunden im Bajo Flores und hatte noch eine Woche vor ihrem Verschwinden (14. Mai) mit Yorio gesprochen. Oscar Antonio Montes, der damalige Chef der Grupo de Tareas 3.3, eines Folter- und Verhaftungskommandos der Marine, der die Maßnahmen der Spionageabwehr und Verfolgung subversiver Regimegegner seitens der Marine in der Hauptstadt organisierte, erklärte ihrem Vater Emilio Mignone im Juli 1976, einer der beiden Priester, mit denen seine Tochter gearbeitet habe, sei „sehr gefährlich“.

### Einkerkerung und Entlassung
Jalics erlebte eine dritte Gotteserfahrung, nachdem er am 23. Mai 1976 im Bajo Flores zusammen mit Yorio von Soldaten verhaftet wurde. Die von verschiedenen Seiten genannten Hintergründe, die zu dieser Verschleppung geführt hatten, sind widersprüchlich. Jalics gewann in der Gefangenschaft die Überzeugung, dass es auf einer Falschaussage seines (ehem.?) Jesuitenoberen beruhe. Als Jalics zu Mónica befragt wurde, wusste er nicht, welche der beiden gemeint sei. Der unter Drogen oder Barbiturate gesetzte Yorio, der seine Verbindungen zu Terroristen offenbaren sollte, redete nur von Gott und Jesus. Ein Offizier erklärte ihnen: „Ihr seid kein Mitglied der Guerilla, ihr seid nicht an Gewalt beteiligt; jedoch realisieren Sie nicht, dass, wenn Sie in ein Armenviertel gehen, um dort zu leben, Sie diese Menschen zusammen bringen, Sie die Armen vereinen – und die Vereinigung von Armen ist subversiv.“ Die falsche Zusage eines Offiziers, am nächsten Samstag entlassen zu werden, wird der psychischen Folter zugerechnet. Die ersten etwa fünf Tage verbrachten sie in einem Gefängnis, wobei Yorio anhand von Geräuschen (tieffliegende Flugzeuge) und Stimmen (Schulungen) schloss, dass es sich um das ESMA handele. Danach kamen sie in ein Privathaus bei Don Torcuato. Sie blieben letztendlich fünf Monate, gefesselt und mit verbundenen Augen in Gefangenschaft. Jalics überstand diese Zeit, in der sich Wut, Angst, Depression, Trauer und Hoffnung abwechselten, durch beständiges Jesusgebet, mit dem er verzeihen wollte – nicht seinen Vernehmern, sondern der Person, deren vermeintliche Falschaussage ihn in dieses Schlamassel gebracht hatte.
Admiral Montes hatte in einem „prahlerischen indiskreten Moment“ gegenüber Emilio Mignone zugegeben, dass die Marine die beiden Priester hätte. Im September versuchte seine Mutter über die US-amerikanische und argentinische Botschaft seinen Verbleib zu ermitteln und zu erfahren, ob eine formale Anklage gegen ihn erhoben war.
Die Entlassung von Jalics und Yorio am 23. Oktober 1976 erfolgte verstohlen, ohne Erklärung. Wie Yorio zwei Tage später der Bischofskonferenz berichtete, bekamen sie ein Schlafmittel gespritzt und wurden in einen Lieferwagen verfrachtet. Nach ihrem Erwachen, halbbekleidet auf einem Feld nahe Cañuelas, gingen sie auf eine Hütte zu, wo ein Zivilist erklärte, am Vortag einen Helikopter gesehen zu haben.

### Ausreise aus Argentinien und Versöhnung mit Bergoglio
Um Anfang November 1976 verließ Jalics auf Yorios Rat Argentinien und verbrachte ein Jahr in Cleveland, USA mit seiner leiblichen Schwester Mária, die nach dem Krieg mit ihrer gesamten Familie aus Ungarn in die Vereinigten Staaten floh, um der kommunistischen Verfolgung zu entgehen, und auch in Kanada. Seit 1978 lebte er in Deutschland, zunächst in Kloster St. Trudpert in Obermünstertal. Hier bemerkte er, dass eine frühere latente Depression und Aggression seit der Gefangenschaft verschwunden war; die beständige Anrufung Jesu habe eine Läuterung bewirkt. Aus dieser spirituellen Erfahrung entwickelte er seine kontemplativen Exerzitien.
Acht Jahre nach der Entführung – nachdem er die Dokumente verbrannt hatte, mit denen er die Schuld seiner Verfolger beweisen wollte, und sich vier Jahre darauf bei einem Jesuiten-Treffen in Rom mit Pedro Arrupe unterhalten hatte – habe er sich endgültig davon befreit. Bei einem Besuch in Buenos Aires sprach er sich mit Erzbischof Bergoglio aus, feierte mit ihm die heilige Messe und versöhnte sich mit ihm und mit den Geschehnissen.
Im Jahr 2013 entlastete der von der argentinischen Militärdiktatur Verfolgte den ehemaligen Jesuitenoberen Jorge Mario Bergoglio, nachdem dieser zum Papst gewählt war: „Dies sind nun die Tatsachen: Orlando Yorio und ich wurden nicht von Pater Bergoglio angezeigt.“ Am 5. Oktober 2013 empfing Papst Franziskus Franz Jalics in Rom zu einem persönlichen Gespräch, über dessen Inhalt der Vatikan nichts bekanntgab.

### Wirken in Europa

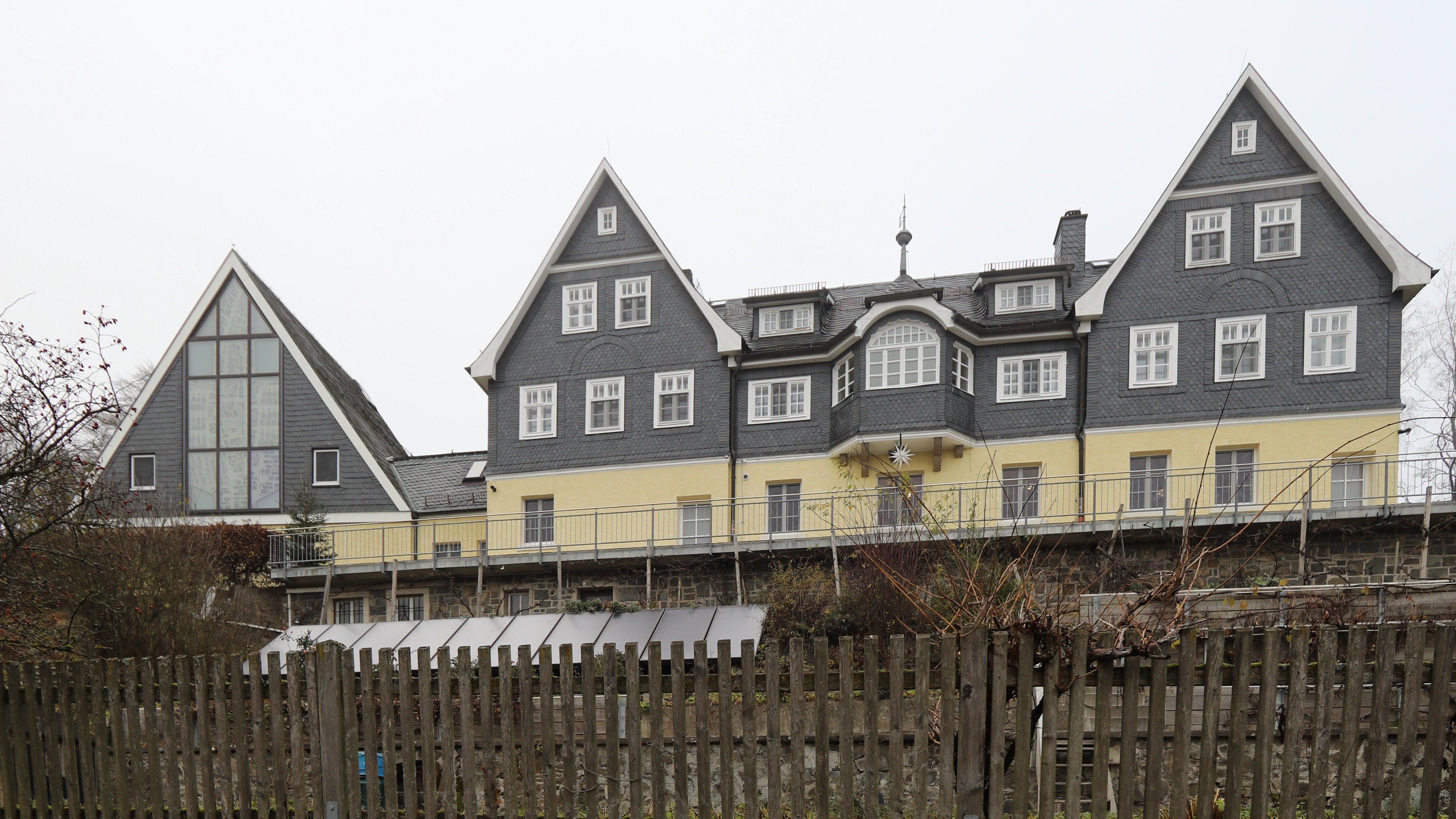
Haus Gries, Von Jalics gegründetes Exerzitienhaus

1984 gründete Jalics in Gries, Wilhelmsthal, ein eigenes Exerzitien-Haus, das er bis 2004 führte. Seine Meditationspraxis war auch stark durch seine Hafterfahrungen während der argentinischen Militärdiktatur geprägt. Er leitete auch in der Schweiz Kontemplationskurse, so im Lassalle-Haus und im Flüeli-Ranft.
Neben Emmanuel Jungclaussen, Sabine Bobert und Peter Dyckhoff ist Jalics der wohl bedeutendste geistliche Begleiter für das hesychastische Gebet im deutschsprachigen Raum. Während bei Dyckhoff mehr das Ruhegebet nach Johannes Cassian im Vordergrund steht, bildet bei Jalics, wie auch bei Jungclaussen und Bobert, das Jesusgebet das Zentrum des geistlichen Lebens.
Jalics wirkt auch ökumenisch, weil er die christozentrische Dimension des Jesusgebets in den Vordergrund stellt und das Jesusgebet von Christen aller Konfessionen gebetet werden kann. Viele evangelische Geistliche und Schwestern der Communität Christusbruderschaft Selbitz sowie anderer Kommunitäten führte er in die hesychastische Spiritualität des Jesusgebets ein.
Durch sein 1994 erstmals erschienenes Buch Kontemplative Exerzitien. Eine Einführung in die kontemplative Lebenshaltung und in das Jesusgebet wurde Jalics weit bekannt und es fanden sich noch mehr Interessenten für die Praxis des Jesusgebets. Dieses Buch wurde inzwischen in mehrere Sprachen übersetzt und gilt als bedeutendes Werk zur praxisorientierten Einführung in die Kontemplation.
Franz Jalics verstarb 93-jährig am 13. Februar 2021 in seiner Geburtsstadt Budapest.

## Veröffentlichungen (Auswahl)
- Miteinander im Glauben wachsen: Anleitung zum geistlichen Begleitgespräch. Aus dem Spanischen von Isabella Jalics. Echter, Würzburg, 3. Auflage 2017, ISBN 978-3-429-02988-3.
- Kontemplative Exerzitien. Eine Einführung in die kontemplative Lebenshaltung und in das Jesusgebet. Echter, Würzburg, 19. Auflage 2022, ISBN 978-3-429-01576-3.
- Der kontemplative Weg (= Ignatianische Impulse, Bd. 14). Echter, Würzburg, 9. Auflage 2022, ISBN 978-3-429-02767-4.
- Die geistliche Begleitung im Evangelium. Echter, Würzburg, 4. Auflage 2020, ISBN 978-3-429-03482-5.